# Dirphya atriceps
Dirphya atriceps är en skalbaggsart som först beskrevs av Stefan von Breuning 1956.  Dirphya atriceps ingår i släktet Dirphya och familjen långhorningar. Inga underarter finns listade i Catalogue of Life.